# Luciana Abreu
Luciana Abreu Sodré Costa Real (født 25. maj 1985 på Massarelos nær Vila Nova de Gaia i Portugal) er en portugisisk sanger og skuespillerinde.

## Liv og karriere

### Tidlige år
Hun blev første gang kendt i en alder af 14, for sin deltagelse i TV-showet "Cantigas da Rua", som hun vandt. I 2002 indgik hun som skuespiller og sanger i teaterstykket O Casamento, opført af teaterkompagniet Seiva Trupe. I 2003 medvirkede hun i musicalen Cabaret Carioca af Carlos Leça, inspireret af Chico Buarque's musik, hvor hun havde rollen som Beatriz.

### Idolos
I 2004 deltog Luciana i den anden sæson af Idolos (den portugisiske version af X Factor (Dansk originalversion)). Hun var blandt den første gruppe semifinalister. Hun sang en version af Christina Aguilera's "The Voice Within", som rakte til en plads i top-10.
Sangoptrædender i Portuguese Idol:
- Originalaudition: "Fallin'" (Alicia Keys), "Run to You" (Whitney Houston) og "Povo Que Lavas no Rio" (Amália Rodrigues)

- Top 30: "The Voice Within" (Christina Aguilera) (semi-final group 1)
- Top 10: "Fallin'" (Alicia Keys)
- Top 8: "Povo Que Lavas No Rio" (Amália Rodrigues), (Portugisisk musik-ugen)
- Top 7: "I Will Survive" (Gloria Gaynor) (Disco-ugen)
- Top 6: "Sympathy for the Devil" (The Rolling Stones) (Jury-ugen)

I jury-ugen blev Luciana valgt fra, hun havde familieproblemer den uge, og kunne derfor ikke huske teksterne til hendes sang.

### Efter Idolos
Luciana Abreu repræsenterede Portugal ved Eurovision Song Contest 2005 som del af duoen 2B (med Rui Drummond).De sang sangen "Amar", men kvalificerede sig ikke til finalen.

### Floribella
Efter at have repræsenteret Portugal ved Eurovision Song Contest gik Luciana til audition til tv-showet Floribella. Hun endte med at blive valgt til hovedrollen som Flor Valente.
Programmerne fortæller historien om Askepot i det 21. århundrede, en fattig pige som bliver forelsket i en rig mand, men har en stedmor, der vil forhindre hende i at blive lykkelig.
Det var et af de mest succesfulde tv-shows i 2006. I 2007 fulgte anden sæson, som dog aldrig fik samme succes.

### Dança Comigo
Luciana vandt tredje sæson af Dança Comigo, den portugisiske version af showet Dancing With the Stars, i Danmark kendt som Vild med dans.

### Modeljobs
Luciana kom på forsiden af bladet "CARAS" i Portugal i januar 2007. Hun var også på forsiden af den portugisiske version af mandebladet FHM i februar 2008.

## Privatliv
Med succesen i Floribella, blev Luciana meget populær i Portugal og der svirrede forskellige rygter om problemer med hendes far, hendes mulige venner og hendes katolicisme. Luciana lever med sin mor og sin yngre søster. Hun har en ældre søster, Liliana Abreu Real, og en yngre bror ved navn Pedro Abreu Real.

## Diskografi
| Albuminformation |
| --- |
| Floribella (album) - Udgivet: 2006 - Højeste placering: #1 - Singler: "Pobres dos Ricos", "Vestido Azul" og "Floribella". |
| Floribella: O Melhor Natal - Udgivet: 30. november 2006 - Højeste placering: #1 - Singler: "Olá 2007!"                    |
| Floribella 2 - Udgivet: maj 2007 - Højeste placering: #1 - Singler: "Corações Ao Vento"                                   |

## Fjernsyn
| År        | Titel                 | Rolle        |
| --------- | --------------------- | ------------ |
| 2005      | Idolos                | Sig selv     |
| 2006-2007 | Floribella (TV-serie) | Flor Valente |
| 2007      | Dança Comigo          | Sig selv     |

## Filmografi
| År   | Titel                  | Rolle   | Andre notater    |
| ---- | ---------------------- | ------- | ---------------- |
| 2006 | Arthur og Minimoyserne | Selénia | Birolle (Stemme) |